# Thomas Weyrauch
Thomas Weyrauch (* 1954 in Bensheim) ist ein deutscher Autor von Werken zur deutschen Rechtsgeschichte, zur Geschichte und Politik Chinas sowie belletristischer Bücher. Zudem ist er Vorstandsmitglied der Deutschen China-Gesellschaft und des Freundeskreises Hessen-Taiwan sowie Vizepräsident der World Association for Chinese Studies.

## Leben
Thomas Weyrauch, Sohn von Ilse und Wilhelm Weyrauch, wuchs in einer politisch engagierten Familie auf und trat 1970 in die SPD ein, in der er von Beginn an Funktionen übernahm und der er bis 2005 angehörte. Hierbei betätigte er sich gegen neonazistische Vereinigungen unter Manfred Roeder, was zu Morddrohungen seitens dieser Kreise führte. Nach Studium, Referendariat und Promotion zum Dr. iur. in Gießen vertrat Weyrauch 1989 und 1990 die Stadt Duisburg in ihrer chinesischen Partnerstadt Wuhan. Dadurch wurde er Zeuge der Ereignisse in Zusammenhang mit dem Tian’anmen-Massaker in China, über die er auf Anraten von Helmut Martin das Buch Graue Stahlstadt China – Tagebuch aus Wuhan schrieb. Von 1991 bis 1993 arbeitete er als Referent der Bundestagsabgeordneten Klaus Kübler, Helga Otto und Ottmar Schreiner sowie zwischen 1993 und 2018 in verschiedenen Funktionen im Bundesamt für Migration und Flüchtlinge.
In zahlreichen Vorträgen und Publikationen setzt sich Weyrauch für Menschen- und Bürgerrechte in Ostasien ein. Zugleich plädiert er für einen Dialog mit sämtlichen politischen Akteuren der Region. Seine Publikationsschwerpunkte liegen in der Situation der Menschenrechte der Volksrepublik China, in der Geschichte der Republik China der Jahre 1912 bis 1949 bzw. ab 1950, im Taiwan-Konflikt und im Parteienwesen Ostasiens.
Für Behörden und deutsche Gerichte erstellte Weyrauch schließlich länderkundliche Gutachten. Zudem engagiert er sich für die Integration von Migranten in Deutschland.
Im Jahr 2006 erhielt er einen Medienpreis der Internationalen Gesellschaft für Menschenrechte.
Weyrauch ist mit der promovierten Linguistin Wan-Hsuan Yao-Weyrauch verheiratet und hat zwei Kinder. In chinesischen Publikationen wird er unter dem Namen Wei Tangshi (chinesisch 韋唐仕 / 韦唐仕, Pinyin Wéi Tángshì) geführt.

## Schriften (Auswahl)
- Städtische Amts- und Gewerbeordnungen der frühen Neuzeit im mittleren Hessen (= Mitteilungen des Oberhessischen Geschichtsvereins Gießen. Neue Folge, Band 72). 1988, ISSN 0342-1198.
- Gießener Rechtsquellen für Ämter und Gewerbe 1528–1737 (= Veröffentlichungen des Oberhessischen Geschichtsvereins Gießen e. V.). Oberhessischer Geschichtsverein, Gießen 1989, ISSN 0342-1198.
- Fluchtziel Deutschland – Migranten aus der Volksrepublik China (= Edition Cathay. Band 8). Projekt-Verlag, Bochum 1995, ISBN 3-928861-38-7.
- Shan Shan Wei-Blank, Urban Hsü, Thomas Weyrauch (Hrsg.): Wei Jingsheng: Mein Leben für die Demokratie. Rowohlt Taschenbuch, Hamburg 1995, ISBN 3-499-13941-3.
- Handwerkerorganisationen in der vorindustriellen Stadt – Ein interkultureller Vergleich. VVB Laufersweiler, Wettenberg 1996, ISBN 3-930954-02-8.
- Zunft- und Handwerksurkunden der freien Reichsstadt Gelnhausen. VVB Laufersweiler, Wettenberg 1996, ISBN 3-930954-01-X.
- Chinas Menschenrechtssituation aus der Sicht der deutschen Asylrechtsprechung. In: Recht und Gerechtigkeit. Festschrift zum 75. Geburtstag von Konrad Wegmann. Europäischer Universitätsverlag, München 2007, ISBN 978-3-89966-280-1, S. 203–224.
- Chinas unbeachtete Republik. Band 1 (1911–1949). Longtai, Heuchelheim 2009, ISBN 978-3-938946-14-5.
- Chinas unbeachtete Republik. Band 2 (1950–2011). Longtai, Heuchelheim 2011, ISBN 978-3-938946-15-2.[9]
- Chinas demokratische Traditionen vom 19. Jahrhundert bis in Taiwans Gegenwart. Longtai, Heuchelheim 2014, ISBN 978-3-938946-24-4.[10]
- Sanmin Zhuyi – Sun Yatsens Staatslehre. In: Gregor Paul (Hrsg.): Staat und Gesellschaft in der Geschichte Chinas. Theorie und Wirklichkeit. Nomos, Baden-Baden 2016, ISBN 978-3-8487-3245-6, S. 103–111.
- Demokratie im chinesischen Kontext. In: Gregor Paul (Hrsg.): Staat und Gesellschaft in der Geschichte Chinas. Theorie und Wirklichkeit. Nomos, Baden-Baden 2016, ISBN 978-3-8487-3245-6, S. 161–170.
- Die Parteienlandschaft Ostasiens. Longtai, Heuchelheim 2018, ISBN 978-3-938946-27-5.[11]
- The Zaibaikal Cossacks: Harbingers of Mongolia’s Political Parties (Забайкальские казаки: предвестники политических партий Монголии). In: Transbaikal State University: Zaibaikal Cossacks: History and Modernity. Chita/Russische Föderation 2018, S. 3–42.
- Chinas Recht vor 1949. In: Deutsche China-Gesellschaft. Mitteilungsblatt. Bulletin of the German China Association. 2018, S. 40 ff.
- Fascism in China (1931–1945). Ideology, Crime and Victims. In: E. V. Drobotushenko (Hrsg.): Historical Development of the Border Region. Partnership and Cooperation.  Part 1, Transbaikal State University, Chita September 2019, S. 121–131.
- Politisches Lexikon Ostasien. Longtai, Heuchelheim 2019, ISBN 978-3-938946-28-2.[12]
- Minoritätenparteien und -gruppen der Volksrepublik China. Longtai, Heuchelheim 2020, ISBN 978-3-938946-30-5.[13]
- Wang Chonghuis bleibendes Erbe. Recht – Diplomatie – Politik. Longtai, Heuchelheim 2024, ISBN  978-3-938946-32-9.[14]